# تیم ملی فوتسال جمهوری ایرلند
تیم ملی فوتسال جمهوری ایرلند نماینده جمهوری ایرلند در مسابقات بین‌المللی فوتسال و یکی از تیم‌های فوتسال اروپایی است.